# Eckehard W. Mielke
Eckehard W. Mielke (* 15. Juni 1947 in Mönchevahlberg, Niedersachsen) ist ein deutscher theoretischer Physiker.

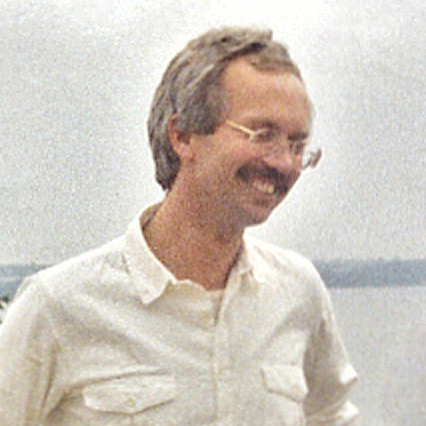
Mielke bei der Konferenz zum 100. Geburtstag von Hermann Weyl in Kiel 1985

## Leben
Mielke ging in Hamburg und Kiel zur Schule (Abitur 1966 an der Hebbelschule (Kiel)) und studierte 1968 bis zum Diplom 1972 Physik an der Christian-Albrechts-Universität zu Kiel. 1976 wurde er in Kiel mit magna cum laude promoviert (Quantum Field Theory in De Sitter Space) und war zu Gastaufenthalten an der Princeton University (1973/74 bei John Archibald Wheeler mit einem Stipendium der Studienstiftung des Deutschen Volkes), an der Universität Oxford (1977 bei Roger Penrose) und am International Centre for Theoretical Physics in Triest (1980 bis 1982, damals unter Leitung von Abdus Salam). 1982 habilitierte er sich in Kiel (Über die Hypothesen, welche der Geometrodynamik zugrunde liegen). 1984 legte er sein Lehramtsexamen in Kiel ab. Er war Privatdozent an der Universität Kiel und 1984 bis 1991 in der Forschungsgruppe von Friedrich W. Hehl an der Universität Köln. 1991/92 verfolgte er wieder eine Karriere als Lehrer an der Hebbelschule in Kiel und hatte 1993/94 eine Lehrstuhlvertretung an der Universität Köln inne. Er war 1995 zunächst Gastprofessor und ab 1997 Professor für Physik an der Universidad Autónoma Metropolitana-Iztapalapa in Mexiko-Stadt.
Er befasst sich mit Eichtheorie-Formulierungen (Poincaré-Eichtheorie), Erweiterungen der Allgemeinen Relativitätstheorie und Geometrisierung von Yang-Mills-Theorien (Color Geometrodynamics) und ihrer Quantisierung auf der Basis von (spontan) gebrochenen topologischen Modellen. Er befasst sich auch mit der Möglichkeit der Existenz exotischer Sterne (Bosonensterne) als skalare Realisierung der Geonen von Wheeler und deren soliton-artigen Kollisionen.
Er veröffentlichte ein populärwissenschaftliches Buch über Astrophysik.

## Schriften (Auswahl)
- Knot wormholes in geometrodynamics?, J. Gen. Relativity Grav. Band 8, 1977, S. 175–196. (wieder abgedruckt in: Louis H. Kauffman (Herausgeber) Knots and Applications, World Scientific, Singapore 1995, S. 229–250)
- Geometrodynamics of Gauge Fields - On the geometry of Yang-Mills and gravitational gauge theories. Akademie Verlag 1987 (englische Fassung der Habilitationsschrift, Geometrodynamik ist eine Bezeichnung, die John Archibald Wheeler in den 1950er und 1960er Jahren für seine Suche nach vereinheitlichten Theorien auf Basis der Allgemeinen Relativitätstheorie prägte)
- mit Fjodor V. Kusmartsev, Franz E. Schunck: Gravitational Stability of Boson Stars. In: Physical Review D, Band 43, 1991, S. 3895–3901
- mit Friedrich W. Hehl, J. D. McCrea, Yuval Ne'eman: Metric-affine gauge theories of gravity: field equations, Noether identities, world spinors and breaking of dilation invariance. In: Physics Reports, Band 258, 1995, S. 1–171, arxiv:gr-qc/9402012
- mit Franz E. Schunck: Topical Review: General relativistic Boson stars. In: Classical and Quantum Gravity, Band 20, 2003, R 301-356
- Bemerkungen zur Geometrisierung fundamentaler Wechselwirkungen der Physik. In: Naturwissenschaften, Band 72, 1985, S. 118–124
- Sonne, Mond und … Schwarze Löcher. Ein Streifzug durch die moderne Astrophysik. Vieweg/Teubner 1997, ISBN 3-528-06620-2 [Springer Book Archives]
- mit Jürgen Lemke, Friedrich W. Hehl: Äquivalenzprinzip für Materiewellen? Experimente mit Neutronen, Atomen, Neutrinos. In: Physik in unserer Zeit, Band 25, 1994, Heft 1
- Symmetry Breaking in Topological Quantum Gravity. In: International Journal of Modern Physics D, Band 22, 2013, Heft 5
- mit David Castañeda Valle: Solitonic Axion Condensates modeling Dark Matter Halos. In: Annals of Physics, Band 336, 2013, 245-260